# 尼耶讷
尼耶讷（法語：Niherne，法語發音：[ni.ɛʁn]）是法国安德尔省的一个市镇，位于该省中部，安德尔河左岸，属于沙托鲁区。

## 地理
尼耶讷（46°49'42"N, 1°33'52"E）面积42.87 平方千米，位于法国中央-卢瓦尔河谷大区安德尔省，该省份为法国中部省份，北起卢瓦-谢尔省，西北接安德尔-卢瓦尔省，西南接维埃纳省，南至克勒兹省和上维埃纳省，东临谢尔省。
与尼耶讷接壤的市镇（或旧市镇、城区）包括：吕昂、讷耶莱布瓦、安德尔河畔维勒迪约、圣莫尔。

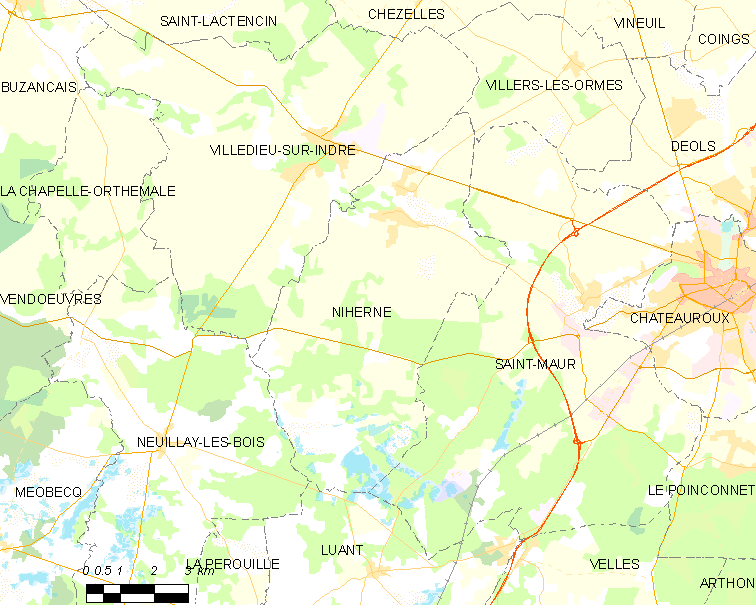
尼耶讷的OSM定位图

尼耶讷的时区为UTC+01:00、UTC+02:00（夏令时）。

## 行政
尼耶讷的邮政编码为36250，INSEE市镇编码为36142。

## 政治
尼耶讷所属的省级选区为比藏赛县。

## 人口

1962-2008年间尼耶讷人口变化图示

尼耶讷于2022年1月1日时的人口数量为1457人。